# Виталис Астафиевс
Виталис Афтавиевс е бивш латвийски футболист, полузащитник. Рекордьор по мачове за националния тим на Латвия със 165 участия. От 2014. г. е треньор на тима на Йелгава.

## Кариера
Първият тим на Виталис е скромният Пардаугава, за който той играе само веднъж през 1991 г. През 1992 г. попълва редиците на Сконто. Аставиефс става основен плеймейкър на тима от Рига, който се установява като редовен шампион през 90-те години. През 1995 и 1996 г. е избран за футболист на годината в страната, като през 1995 г. е и голмайстор на първенствоо с 19 гола. През 1996 г., с помощта на агента Евгени Милевски преминава в Аустрия (Виена). Халфът се налага в състава, но след само сезон в Австрия решава да се върне в Сконто. След още 2 титли на Латвия, през 1999 г. подписва с Бристол Роувърс.
Виталис е един от основните играчи на английския тим, чиито цветове защитава в продължение на 4 сезона. Роувърс играе в долните дивизии на страната Лига 1 и Лига 2 и не успява да постигне нещо значимо. През лятото на 2003 г. Аставиевс подписва с Адмира Вакер, където остава един сезон. През 2004 г. полузащитникът е капитан на националния тим на Латвия на Евро 2004 – първият голям форум, на който латвийците участват.
След края на европейското Астафиевс преминава в Рубин Казан, заедно със сънародника си Александърс Колинко. Халфът играе година и половина в тима от столицата на Татарстан, записвайки 30 мача, в които вкарва 4 гола. През сезон 2005 помага на Рубин да завърши на 4-то място, но губи титулярното си място от Георги Кинкладзе.
През 2006 г. отново облича екипа на Сконто. Тимът обаче отдавна не е на нивото от 90-те години и за три сезона Аставиевс не успява отново да стане шампион на Латвия. През 2007 г. 36-годишният тогава халф е избран за футболист на годината в страната. През 2009 г. преминава в отбора на Олимп Рига, но само след няколко месеца попълва редиците на Вентспилс. След неудачен сезон, Асфафиевс се завръща в Сконто.
През ноември 2010 г. слага край на кариерата си. Последният му мач е за тима на Латвия срещу Китай.

## Като треньор
От 2012 г. е в треньорския щаб на Сконро. За кратко води и дублиращата формация на отбора. През 2013 г. поема младежкия национален отбор на Латвия. От 2014 г. Астафиевс е треньор на тима на Йелгава, с който печели Купата на Латвия през 2015 г.

## Успехи

### Клубни
- Шампион на Латвия – 1992, 1993, 1994, 1995, 1997, 1998, 1999
- Купа на Латвия – 1992, 1995, 1997, 1998

### Индивидуални
- Футболист на годината в Латвия – 1995, 1996, 2007
- Рекордьор по мачове за латвийския национален тим – 165

### Треньорски
- Купа на Латвия – 2015